# Albert Heath
Albert „Tootie“ Heath (31. května 1935 Filadelfie, Pensylvánie, USA – 3. dubna 2024 Santa Fe, Nové Mexiko) byl americký jazzový bubeník. Dva jeho starší bratři byli rovněž hudebníky, kontrabasista Percy Heath a saxofonista Jimmy Heath. Svou profesionální kariéru zahájil v roce 1957, kdy nahrál s Johnem Coltranem jeho první album Coltrane. V pozdějších letech hrál na řadě alb různých hudebníků, mezi které patří Art Farmer, Herbie Hancock nebo Yusef Lateef. V roce 1975 spolu se svými bratry a ještě klavíristou Stanleym Cowellem založil kapelu Heath Brothers